# Rudy Galindo
Val Joe „Rudy“ Galindo (* 7. září 1969 San José, Kalifornie, USA) je americký krasobruslař mexického původu.
Jeho trenérkou byla vlastní starší sestra Laura Galindo-Blacková. V průběhu své 15leté amatérské kariéry vyhrál dvě americká národní mistrovství jednotlivců (1982 jako junior a 1996) a s partnerkou Kristi Yamaguchi také tři mistrovství párů (1986, 1989 a 1990). Celkem šestkrát si odnesl medaili i ze světových šampionátů (včetně juniorských): v soutěži jednotlivců 1 zlatou, 1 stříbrnou a 2 bronzové, v páru pak 1 zlatou a 1 bronzovou.
Dne 11. září 1996 skončil s amatérským krasobruslením a započal dráhu profesionála. Ještě předtím, téhož roku provedl coming out a stal se prvním americkým otevřeně homosexuálním šampionem v tomto (a jakémkoli) sportu. V roce 1997 vyšla jeho autobiografie Icebreaker, the Autobiography of Rudy Galindo, na níž spolupracoval s Ericem Marcusem. V roce 1999 se krátce objevil v první řadě televizního seriálu Will a Grace, v epizodě nazvané Will on Ice (česky Will na ledě).
Na jaře 2000 zjistil a v rozhovoru pro USA Today zveřejnil, že je HIV pozitivní. Již dříve, v roce 1994 zemřel na AIDS jeho bratr George. V následujících letech se Rudy Galindo zapojil do osvětových kampaní v boji proti HIV/AIDS.
Americký gay magazín The Advocate ho v roce 2012 vyhlásil ve své výroční síni slávy jako osobnost roku 2000. Na podzim 2012 byl také uveden spolu s Kristi Yamaguchiovou do sportovní síně slávy města San José a v roce 2013 byl uveden do krasobruslařské síně slávy USA.